# Zeliha Arslan
Zeliha Arslan (* 10. Oktober 1975 in Düsseldorf) ist eine österreichische Politikerin der Grünen. Seit dem 25. Oktober 2022 ist sie Abgeordnete zum Tiroler Landtag.

## Leben

### Ausbildung und Beruf
Zeliha Arslan absolvierte von 1999 bis 2001 eine Lehre zur Groß- und Außenhandelskauffrau. 2002 begann sie ein Studium der Politikwissenschaften an der Universität Duisburg-Essen mit den Nebenfächern Soziologie und Europarecht, das sie 2007 mit Diplom abschloss. Von 2008 bis 2010 folgte eine Projektarbeit für EU-Projekte an der Universitäts- und Landesbibliothek Tirol. 2012/13 absolvierte sie ein Verwaltungspraktikum bei der Tiroler Landesregierung an der Abteilung JUFF im Fachbereich Integration.
Von 2016 bis 2018 leitete sie die Akademie der Tiroler Soziale Dienste GmbH (TSD) in Innsbruck. Bis 2018 war sie in der Koordination der Integrations- und Deutschkursangebote bei der Flüchtlingskoordination Tirol tätig. Von 2015 bis 2022 war sie an der Stadtbibliothek Innsbruck mit der Organisation von Angeboten für schwer erreichbare Zielgruppen beschäftigt. Arslan ist Gründungsmitglied der Tiroler Gesellschaft für rassismuskritische Arbeit (TIGRA).

### Politik
Nach der Gemeinderats- und Bürgermeisterwahl in Innsbruck 2018 wurde sie Mitglied des Innsbrucker Gemeinderates für die Grünen, wo sie als Vorsitzende des Ausschusses für Gesellschaft, Bildung und Diversität fungiert. Seit Dezember 2021 ist sie Sprecherin der Grünen Frauen Tirol.
Bei der Landtagswahl 2022, bei der die Grünen drei Mandate erzielten, kandidierte sie hinter Gebi Mair und Petra Wohlfahrtstätter auf dem dritten Listenplatz der Landesliste. Am 25. Oktober 2022 wurde sie in der konstituierenden Landtagssitzung der XVIII. Gesetzgebungsperiode als Abgeordnete zum Tiroler Landtag angelobt, wo sie Mitglied im Finanzausschuss, im Ausschuss für Soziales, Frauen, Integration und Inklusion sowie Gesundheit und Pflege	und im Ausschuss für Bildung, Kinderbetreuung, Kunst und Kultur sowie Wissenschaft und Forschung wurde.
Im Februar 2025 wurde sie als Vorsitzende der Landesfrauenorganisation der Tiroler Grünen einstimmig wiedergewählt.